# زيدان إقبال
زيدان إقبال هو لاعب كرة قدم عراقي يلعب في مركز الوسط ولد في يوم 27 نيسان 2003، يلعب حالياً مع نادي أوترخت في إريديفيزي، ويلعب مع منتخب العراق. وهو أول لاعب عراقي لعب لمانشستر يونايتد وثاني لاعب عراقي لعب في دوري أبطال أوروبا.

## حياته
ولد زيدان عمار إقبال يوم 27 نيسان 2003م في مانشستر، المملكة المتحدة لأب باكستاني وأم عراقية.

## الإنجازات
كأس رابطة الأندية الإنجليزية المحترفة

## احصائيات
آخر تحديث حزيران 2025.
| منتخب العراق | منتخب العراق | منتخب العراق | منتخب العراق |
| العام        | المباريات    | الأهداف      |              |
| ------------ | ------------ | ------------ | ------------ |
| 2022         | 2            | 0            |              |
| 2023         | 2            | 0            |              |
| 2024         | 11           | 1            |              |
| 2025         | 2            | 0            |              |
| المجموع      | 17           | 1            |              |

### الاهداف الدولية مع المنتخب
نتيجة العراق مدرجة أولًا. يشير عمود الهدف إلى النتيجة بعد كل هدف سجله زيدان.
|  | يشير إلى فوز العراق بالمباراة     |
|  | يشير إلى انتهاء المباراة بالتَّعادل |
|  | يشير إلى خسارة العراق في المباراة |

| #  | التاريخ      | المكان                      | الخصم   | الهدف | النتيجة | المسابقة               |
| -- | ------------ | --------------------------- | ------- | ----- | ------- | ---------------------- |
| 1. | 26 آذار 2024 | ملعب ريزال التذكاري، مانيلا | الفلبين | 4–0   | 5–0     | تصفيات كأس العالم 2026 |

## الجوائز والإنجازات

### الجماعية
العراق
- كأس ملك تايلاند (1): 2023